# Plinthocoelium chilensis
Plinthocoelium chilensis är en skalbaggsart som först beskrevs av Blanchard 1851.  Plinthocoelium chilensis ingår i släktet Plinthocoelium och familjen långhorningar. Inga underarter finns listade i Catalogue of Life.